# Wiener Außenring Autobahn
Wiener Außenring Autobahn (kaldes også Allander Autobahn) er en betegnelse for motorvej A21 i Østrig, der forløber i en bue syd om Wien og forbinder West Autobahn A1 og Süd Autobahn A2. Motorvejen indgår i europavejsnettet med nummer E60.
Motorvejen blev allerede planlagt i 1930'erne og under 2. verdenskrig begyndte man fra de i Alland-området etablerede arbejdslejre at bygge flere af broerne til motorvejsanlægget. I begyndelsen benyttede man almindelige godt betalte arbejdere, men senere benyttede man krigsfanger fra Frankrig og Serbien. I 1942 udbrød der tyfus i lejrene, og efterhånden som krigslykken vendte indstillede man motorvejsprojektet. 
Efter krigen revurderede man projektets linjeføring, men man lagde sig til slut fast på den oprindelige og genoptog projektet i 1964. Det første stykke fra Brunn til Vösendorf blev åbnet for trafik i efteråret 1964. I 1980 blev Wiener Außenring Autobahn bygget færdig efter flere års stilstand.
Vejen er blevet videreført som Schnellstraße S1 fra Vösendorf til Schwechat (ved Wiens Lufthavn), så den har forbindelse til Ost Autobahn A4. Denne forbindelse blev åbnet for trafik i april 2006.
48°10′N 15°58′Ø / 48.16°N 15.97°Ø